# Шельфовый ледник Гетца
Шельфовый ледник Гетц — крупнейший антарктический шельфовый ледник вдоль юго-восточного тихоокеанско-антарктического побережья длиной более 300 миль (500 км) и шириной от 20 до 60 миль (от 30 до 100 км), граничащий с островами Хоббс и Берега Земли Мэри Бэрд между Макдональд-Хайтс и полуостров Мартин. Несколько крупных островов частично или полностью погружены в шельфовый ледник, что препятствует отёлу.

## История изучения
Шельфовый ледник к западу от острова Сайпл был обнаружен Антарктической службой США (USAS) в декабре 1940 года. Часть к востоку от острова Сайпл была впервые очерчена по фотографиям с воздуха, сделанным в ходе операции ВМС США «Хайджамп» в 1946–47 годах. Весь объект был нанесен на карту Геологической службой США по аэрофотоснимкам ВМС США 1962–65 годов. Он был назван USAS (1939–41) в честь Джорджа Ф. Гетца из Чикаго, штат Иллинойс, который помог снабдить гидросамолет для экспедиции.

## Описание
Летние измерения температуры и солености с 1994 по 2010 год показывают, что шельф подвержен более изменчивым океаническим воздействиям, чем другие шельфы Антарктики. Под холодными поверхностными водами термоклин в 2007 году был примерно на 200 м мельче, чем в 2000 году, что свидетельствует о смещении доступа глубинных вод к континентальному шельфу и основанию шельфового ледника. Рассчитанная средняя по площади базальная скорость таяния составляла от 1,1 до 4,1 м льда в год, что делало Гетц крупнейшим источником талой воды в Южном океане.
В феврале 2021 года сообщалось, что все четырнадцать ледников, образующих шельф, ускорились и с 1994 года потеряли 315 гигатонн льда. Причина ускорения была названа «океаническим форсированием» — процессом, при котором относительно теплая глубинная океанская вода растапливает ледники снизу.